# Gunnar Wilhelm Harling
Gunnar Wilhelm Harling (7 de junio de 1920 Estocolmo - 24 de mayo de 2010, ibíd.) fue un botánico sueco.

## Biografía
Hijo de Isaac Harling, jerarca del Correo de Suecia, y de Anna Engdahl, fue un buen estudiante de Biología. Aprendió inglés, alemán y francés, hizo excursiones buscando flora, y varios profesores lo interesaron en la Botánica. En 1938 se gradúa del bachillerato y se matricula en el "Instituto de Botánica", de la Universidad de Estocolmo.
En 1941, ingresa como aspirante al Ejército Real de Suecia, lo destinan a Umeo (frontera de Noruega y Finlandia, dentro del círculo polar ártico) y se licencia en 1944. Vuelve a los estudios en Estocolmo, donde se especializa en citología de cromosomas vegetales.
En 1946 es becado para la "Expedición Botánica sueco-finlandesa al Ecuador, del profesor etnólogo Karsten. Tras una estancia en Guayaquil de cinco meses, la expedición se queda sin fondos, y Karsten retorna a Suecia. Harling, por su contacto con su cónsul Ivan Bohman, consigue un empleo en la "Finca Clementina", empresa sueca que poseía 5000 ha de montañas vírgenes, además de extensiones de pastizales, de cacao, café y arroz. De ese modo reúne flora, formando un herbario de más de 10 000 especímenes. En esa época, visitando la sierra y el oriente, entabla amistad con los botánicos ecuatorianos Reinaldo Espinosa Aguilar, Clodoveo Carrión, Misael Acosta Solís, Julio Enrique Paredes Cevallos y Plutarco Naranjo Vargas.
Regresa a Suecia en 1947, identificando y nombrando las plantas nuevas con colegas del "Museo Nacional de Estocolmo".
Defiende en 1951 su tesis doctoral de "embriología de la familia Compuestas, publicándose como Embryological studies in the Compositae.
De 1951 a 1958 fue profesor asistente de Botánica Sistemática en la Universidad de Estocolmo.
En 1953 se casa con la baronesa Anna Maria Hummerhielm con quien tiene dos hijos: Beata y Christopher.
En 1958 vuelve a Ecuador por un año para visitar varias regiones y recoge especímenes en la provincia de Esmeraldas y en el río Coca. Centra sus estudios en la familia de las Ciclantáceas. De vuelta a Suecia, es nombrado profesor asociado, hasta 1963. En ese año la familia se muda a Gotemburgo, donde es profesor de Botánica Sistemática y Director del Jardín Botánico de Gotemburgo.
En 1968 realiza su tercera expedición al Ecuador, recogiendo muestras en el oriente (del lago Agrio a Tiputini, Gualaquiza, las regiones del río Yasuní y el río Aguarico). Visita las islas Galápagos.
En 1973 publica Monografía sobre las Ciclantáceas, familia neotropical que da a conocer en esa época, con diez géneros y trescientas especies desde México hasta Argentina.
En Quito se relaciona con su Universidad Católica y logra que le publique su “Flora of Ecuador”, de 1973.
En 1973 es miembro de la "Real Sociedad de Artes y Ciencias de Goteborg". Y en 1974 de la "Academia de Ciencias de Suecia".
En 1976 pertenece al "Directorio del Museo Etnológico" de la Universidad de Gotemburgo.
En 1986 se retira, y publica “The Compositae - Mutisieae of Ecuador”, complementando su tesis con nuevos aportes de las especies recolectada por la "Expedición Botánica de Celestino Mutis", de fines del s. XVIII, a Nueva Granada.
- En 1991 “The Genus Jungia”
- En 1999 “The Cunoniaceae of Ecuador”.
- En 2005 “The Alstroemeriaceae of Ecuador”.

Sus colecciones se guardan en Estocolmo y en Gotemburgo.

## Honores
En 2002 recibe en Guayaquil la preciada "Orden Nacional al Mérito del Ecuador".

### Epónimos
- (Acanthaceae) Aphelandra harlingii Wassh.[1]
- (Actinidiaceae) Saurauia harlingii Soejarto in Harling & Sparre[2]
- (Asclepiadaceae) Blepharodon harlingii (Morillo) Liede & Meve[3]
- (Asteraceae) Adenostemma harlingii R.M.King & H.Rob.[4]
- (Begoniaceae) Begonia harlingii L.B.Sm. & Wassh.[5]
- (Bromeliaceae) Guzmania harlingii H.Luther[6]
- (Bromeliaceae) Pepinia harlingii (L.B.Sm.) G.S.Varad. & Gilmartin[7]
- (Caryocaraceae) Caryocar harlingii Prance & Encarn.[8]
- (Clusiaceae) Hypericum harlingii N.Robson[9]
- (Convolvulaceae) Ipomoea harlingii D.F.Austin in Harling & Sparre[10]
- (Cyclanthaceae) Dicranopygium harlingii G.J.Wilder[11]
- (Ericaceae) Thibaudia harlingii Luteyn[12]
- (Gentianaceae) Macrocarpaea harlingii J.S.Pringle[13]
- (Heliconiaceae) Heliconia harlingii L.Andersson in Harling & Sparre[14]
- (Linaceae) Linum harlingii Eliasson[15]
- (Loranthaceae) Cladocolea harlingii Kuijt ex Tiegh.[16]
- (Marantaceae) Calathea harlingii H.Kenn.[17]
- (Melastomataceae) Blakea harlingii Wurdack[18]
- (Monimiaceae) Siparuna harlingii S.S.Renner & Hausner[19]
- (Onagraceae) Fuchsia harlingii Munz[20]
- (Orchidaceae) Aspidogyne harlingii Ormerod[21]
- (Orchidaceae) Brevilongium harlingii (Stacy) Christenson[22]
- (Orchidaceae) Ecuadorella harlingii (Stacy) Dodson & G.A.Romero[23]
- (Orchidaceae) Epidendrum harlingii Hágsater & Dodson[24]
- (Orchidaceae) Otoglossum harlingii (Stacy) N.H.Williams & M.W.Chase[25]

- La abreviatura «Harling» se emplea para indicar a Gunnar Wilhelm Harling como autoridad en la descripción y clasificación científica de los vegetales.[26]